# Arturo Squinobal
Arturo Squinobal ou Arthur Squinobal, né le 16 novembre 1944 à Gressoney-Saint-Jean, est un alpiniste italien, guide de montagne du mont Rose et skieur alpiniste valdôtain. Il est également directeur de l'école de ski de son village d'origine.

## Alpinisme
Avec ses frères Oreste et Lorenzo, il s'est classé premier dans la catégorie des équipes de guides de montagne lors de l'édition 1975 du trophée Mezzalama, qui a été le premier championnat du monde de ski alpin. Avec Lorenzo et Danilo Barrel, il remporte également le trophée Mezzalama 1978 dans la même catégorie.
Avec son frère Oreste, il réalise la première ascension hivernale de la face sud du Cervin (23 décembre 1971), la première ascension hivernale de l'intégrale de l'Aiguille Noire de Peuterey (26 décembre 1972, avec Yannick Seigneur, Michel Feuillarade, Marc Galy et Louis Audoubert) et la première ascension hivernale de la face ouest du Cervin (11 janvier 1978, avec Rolando Albertini, Marco Barmasse, Innocenzo Ménabréaz, Leo Pession et Augusto Tamone).